# イアン・キンズラー
- イアン・キンスラー

イアン・マイケル・キンズラー（英: Ian Michael Kinsler, [ˈkɪnzlər]; 1982年6月22日 - ）は、アメリカ合衆国アリゾナ州ツーソン出身の元プロ野球選手（二塁手）。右投右打。愛称はブーツィー（Bootsie）。

## 経歴

### プロ入り前
2000年6月5日のMLBドラフト29巡目（全体879位）でアリゾナ・ダイヤモンドバックスから指名を受けたが、契約には至らなかった。
2001年6月5日のMLBドラフト26巡目（全体788位）で再びダイヤモンドバックスから指名を受けたが、契約には至らなかった。
アリゾナ州立大学在籍時の2002年は、パシフィック・テン・カンファレンスで平凡な数字に終わる。当時のチームメイトには同じ二塁手のダスティン・ペドロイアがいる。
ミズーリ大学編入後の2003年にビッグ・テン・カンファレンスで49試合に出場し、打率.335、出塁率.416、OPS.952、16盗塁と前年の不振を払拭する。

### プロ入りとレンジャーズ時代
2003年6月3日のMLBドラフト17巡目（全体496位）でテキサス・レンジャーズから指名を受け、6月24日に契約した。契約後、傘下のA-級スポケーン・インディアンスでプロデビュー（51試合出場）。
2004年は、A級クリントン・ランバーキングスとAA級フリスコ・ラフライダーズの2球団合計で131試合に出場して打率.345、20本塁打、99打点、出塁率.413、OPS.986、23盗塁の好成績を挙げ、9月1日にはミッドウェスト・リーグのオールスターに出場した。33個もの失策を犯したが、ベースボール・アメリカ誌選のマイナーリーグ・オールスター2ndチームにも選出され、レンジャーズ内のマイナーリーグ・プレーヤー・オブ・ザ・イヤーに輝く。12月15日、レンジャーズの有望株リストで4位にランクされ、ベストヒッター・フォー・アベレージに挙げられた。
2005年はAAA級オクラホマ・レッドホークスに昇格、131試合に出場して打率.274、23本塁打、94打点、16盗塁を記録するなど着実に成長を遂げた。前年同様失策が多く、20個犯したものの、7月13日にはパシフィック・コースト・リーグのオールスターに出場した。シーズン終了後、ベースボール・アメリカ誌のプロスペクト・リストで全体98位にランクされた。
2006年は、ワシントン・ナショナルズへ移籍したアルフォンソ・ソリアーノの後釜として、4月3日の開幕戦（ボストン・レッドソックス戦）においてメジャー・デビューを果たす。「9番・二塁手」で先発出場し、第1打席にカート・シリングからキャリア初安打となる右前安打を放つなど、2打数1安打、1四球の好結果でデビュー戦を飾った。その後8試合で打率.476と絶好調を維持していたが、4月12日に左手親指を痛め故障者リスト入り。約1か月半戦線離脱したがその後は持ち堪え、120試合に出場し、121安打、14本塁打、11盗塁を記録した。新人選手が100安打、10本塁打、10盗塁を達成したのは球団史上初。二塁手としては両リーグ最多タイの18失策を犯したが、アメリカンリーグ新人王投票では1ポイントを獲得、7位にランクされるなど、飛躍のシーズンとなった。
2007年は、4月15日にプレイヤー・オブ・ザ・ウィークに選ばれるなど、4月だけで9本塁打、22打点と打棒爆発。前年同様のロケット・スタートを決め、6月19日からは1・2番打者として起用されることが多くなった。ところが6月28日に左足を痛め故障者リスト入り。約1カ月戦線離脱したこともあって、次第に息切れ。不安定な守備も相変わらずであったが、「彼はまだ修行中、実力は本物」と監督のロン・ワシントンもポテンシャルの高さには一目置いている。また、目標としていた長打率の向上を実践して見せ、球団史上7人目となる20本塁打・20盗塁を達成。前年より打率は.023下げたものの、ボールの見極めが上達し、出塁率は上がった。特に1・2番として起用された試合の出塁率はそれぞれ.390と.389、盗塁成功率も92%（20盗塁以上ではリーグ2位）と、チャンス・メーカーの重責を果たした。
2008年2月19日に5年総額2200万ドルを結んだ。オプションとして2013年シーズンの選択権を球団側が所持した。
開幕戦から一番に定着し、5月16日から6月4日まで19試合連続安打を記録、更に6月17日からは両リーグ最長となる25試合連続安打を記録。前半戦を首位打者で折り返し、オールスターゲームに初めて選出された。その後腰痛を患い、手術を受けたため、8月17日を最後にシーズンを終えたが、打率.319（リーグ4位）、対右投手打率.332（同1位）、得点圏打率.413（同2位）、OPS.892（同8位）、102得点（同8位）、26盗塁（同10位）、盗塁成功率92.8%（同2位）と多くの部門でキャリアハイを更新した他、MVP投票では1ポイントを獲得、20位にランクインし、オーナーのトム・ヒックスから「彼は若くして見事なリーダーシップを発揮している」と喜ばせた。

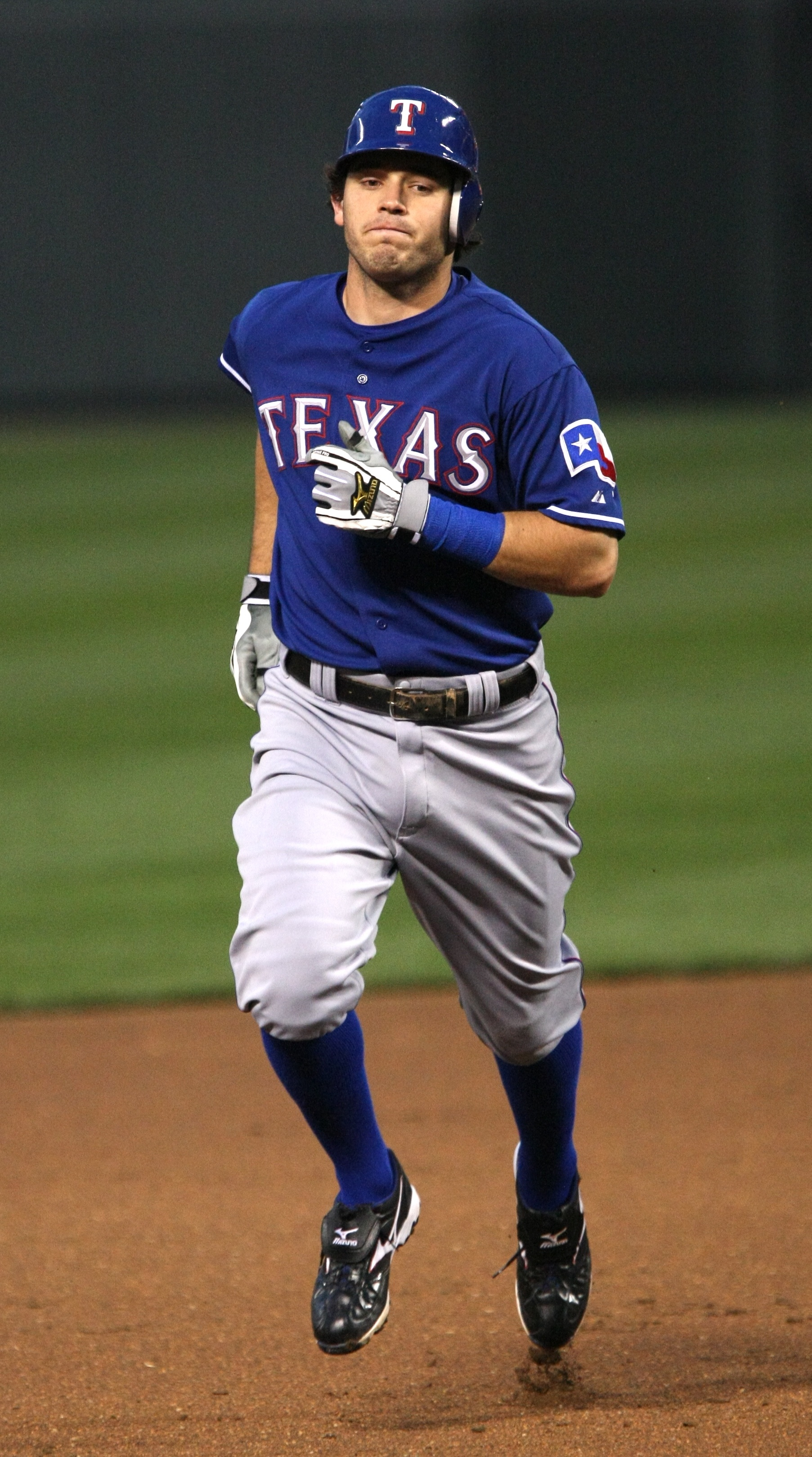
テキサス・レンジャーズでの現役時代
（2009年4月25日）

2009年4月15日にサイクル安打を達成したが、その試合で6本の安打を記録した。サイクル安打と6安打の同時達成は、119年ぶりの快挙だという。9月25日にはシーズン30個目の盗塁を記録。すでに記録していた30本塁打とあわせて「30-30クラブ」の一員となる。チーム史上、アルフォンソ・ソリアーノに次ぐ2人目で、歴代の二塁手としてもソリアーノ（二塁手として3回達成）、ブランドン・フィリップスに次いで史上3人目の達成者、また、2009年両リーグを通じて唯一の達成者となった。
2010年、前年より打率が上昇したが、故障の影響で103試合の出場に留まる。4年ぶりに規定打席到達を逃し、本塁打はメジャーデビュー以来、自身初の1桁（9本塁打）に終わった。
2011年は2年ぶり2度目の30本塁打&30盗塁を達成した。
2012年4月10日、2013年からの5年契約を結んだ。5年間の総額は7000万ドルで、6年目は1200万ドルの球団側選択オプションまたは500万ドルのバイアウトであるため、5年7500万ドルが保証された契約となる。シーズンでは両リーグ6位の105得点を記録するも、自己ワーストとなる出塁率.326、本塁打も19本に終わった。
2013年は前年をさらに下回る13本塁打、15盗塁に終わったが、打率は.277を記録した。

### タイガース時代
2013年11月21日にプリンス・フィルダーと金銭とのトレードで、デトロイト・タイガースに移籍した。移籍の際にレンジャーズと何らかのトラブルがあったのか、「レンジャーズには0勝162敗して欲しい（I hope they go 0-162）」という言葉を残している。

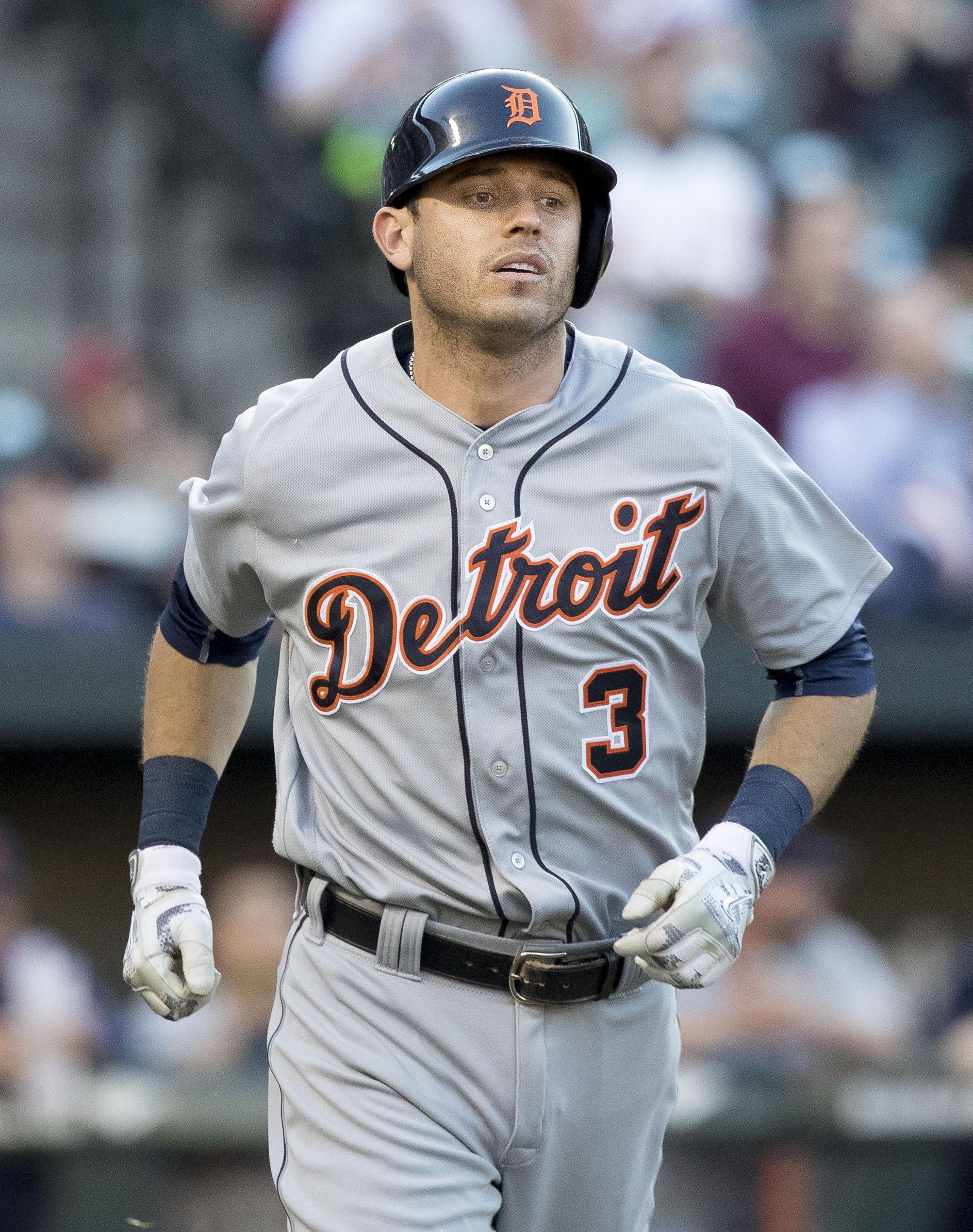
デトロイト・タイガース時代
（2016年5月13日）

2014年は上位打線の核として自己ベストの161試合に出場。いずれも2年ぶりとなる100得点・40二塁打・15本塁打のラインをクリア。自己最高の92打点、メジャーデビューから9年連続2桁盗塁となる15盗塁を決め、タイガースの地区優勝に貢献した。オールスターゲームにも選出された。
2015年は154試合に出場し、11本塁打、ルーキーイヤーから10年連続2桁盗塁となる10盗塁を決めた。打撃面では好調を維持し、2008年以来の高打率となる.296を記録した。
2016年は、153試合に出場して打率.288、5年ぶりの20本超となる28本塁打、83打点、14盗塁を記録。通算200本塁打と200盗塁を同シーズン中に達成した。自身初となるゴールドグラブ賞を受賞。
2017年はシーズン開幕前の2月9日に第4回ワールド・ベースボール・クラシック（WBC）のアメリカ合衆国代表に選出された。3月22日の決勝プエルトリコ戦に勝利し、初の優勝を果たした。シーズンの最終成績は打率.236、22本塁打、52打点で、守備面ではDRSがリーグトップの+6.1を記録した。

### エンゼルス時代
2017年12月13日にマイナー選手2名とのトレードで、ロサンゼルス・エンゼルスへ移籍した。

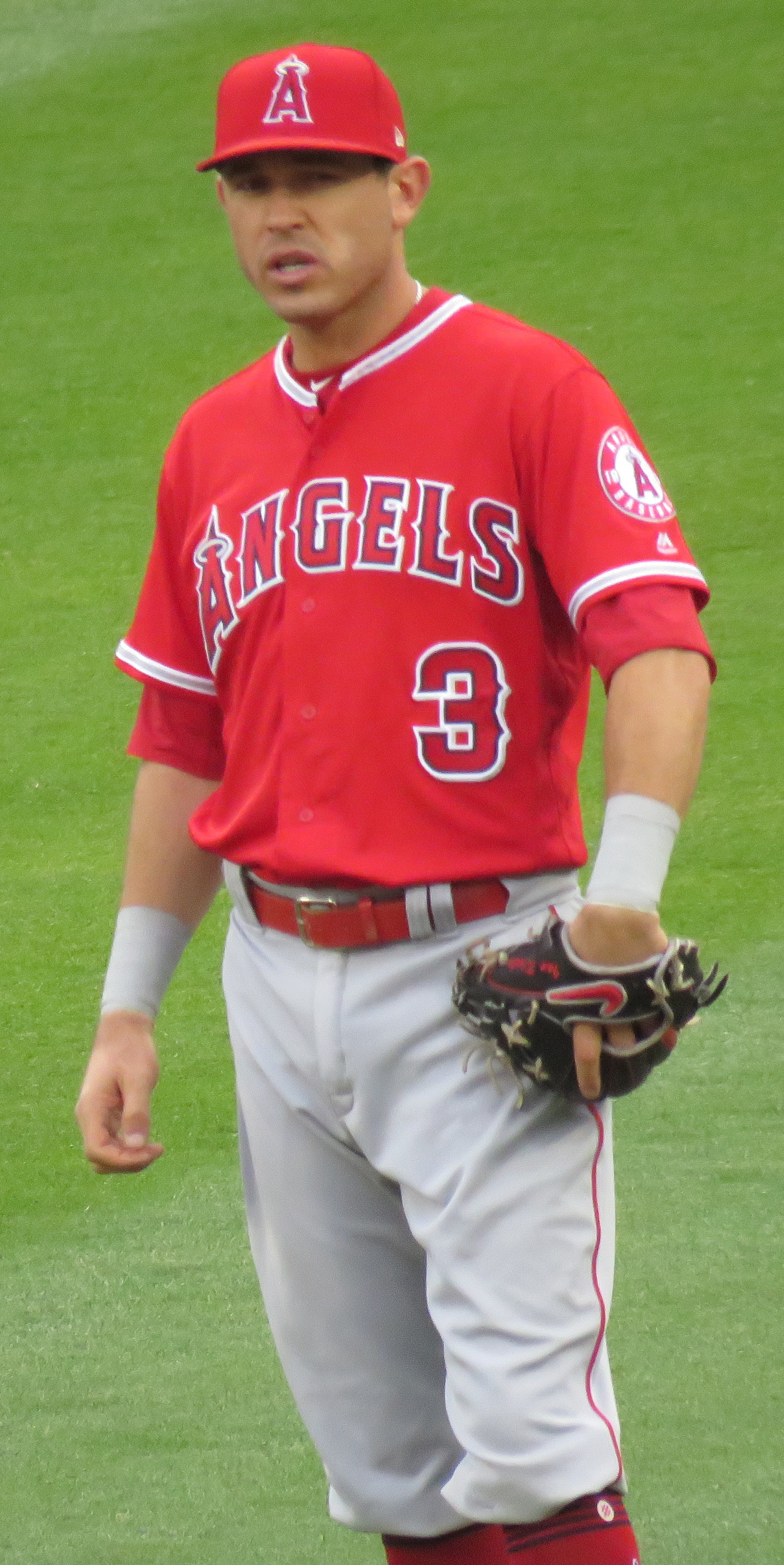
ロサンゼルス・エンゼルス時代
（2018年6月15日）

2018年6月19日のアリゾナ・ダイヤモンドバックス戦で歴代4位となる48本目の先頭打者本塁打を放った。

### レッドソックス時代
2018年7月31日にウィリアムズ・ヘレス、タイ・バトリーとのトレードで、ボストン・レッドソックスへ移籍した。この年のレッドソックスはロサンゼルス・ドジャースとのワールドシリーズを制し、自身初となるワールドシリーズ優勝となった。守備面で大きく貢献し、自身2度目となるゴールドグラブ賞を受賞していた。オフ10月29日にFAとなった。

### パドレス時代
2018年12月20日にサンディエゴ・パドレスと2年総額800万ドルの契約を結んだ。オプションとして2021年シーズンの選択権を球団側が所持した。
2019年5月15日のロサンゼルス・ドジャース戦で出場していないにもかかわらず、ベンチから球審に文句をつけ退場処分を受けた。翌16日のピッツバーグ・パイレーツ戦では本塁打を放った際にも暴言を吐き、罰金を科された。8月13日のタンパベイ・レイズ戦の9回表に初登板した。1回無失点に抑え、その裏には2点本塁打を放った。しかし8月16日に頚椎椎間板ヘルニアの影響で故障者リスト入りし、シーズン中での復帰は絶望となった。オフの12月20日に引退を表明した。引退の理由として頚椎椎間板ヘルニアを挙げ、「これまで全力で取り組んできた野球を中途半端に続けるのは私の誇りが許さない」とコメントした。通算1999安打での引退は1908年のジミー・コリンズ以来、111年ぶり2人目となった。引退後はパドレスの編成部門アドバイザーに就任することとなった。

### 現役引退後
2020年3月にアリーヤーし、東京オリンピックの野球イスラエル代表に選手として加わる意向を表明した。
2021年7月5日に東京オリンピックの野球イスラエル代表に選出された。また五輪で戦うための準備として、独立リーグであるアトランティックリーグのロングアイランド・ダックスと7月2日から8日までの1週間限りの契約を結び、5試合に出場した。
2022年6月29日、2023年3月に開催予定の第5回WBCでイスラエル代表監督を務めると発表された。

## 選手としての特徴
ボールをハードに叩き、ギャップ（外野手と外野手の間、長打コース）を打ち抜く打撃を武器とする。特に得点圏において打率.323、OPS.925と勝負強さを発揮し、塁上の走者を迎え入れる。その上、出塁能力が高く、スピードと盗塁技術を兼ね備えた優秀なベースランナーでもある。守備においては、3年間合計（2006-2008）でアメリカンリーグ・ワーストの53失策を犯しているものの、俊足を飛ばしてレンジ（守備範囲）は広く、同期間中のレンジ・ファクターでは5.7（リーグ1位）の高値をはじき出している。一方、「162試合フル出場するには耐久力が欠落している」と指摘する声があるように、課題はリスク管理と健康維持で、3年連続（2006年 - 2008年）で故障者リスト入りし、その間全て30試合以上休場している。2004年までは遊撃手であったが、2005年から二塁手にコンバートされた。
妻テスと2人の子どもがいる。

## 詳細情報

### 年度別打撃成績
| 年 度     | 球 団     | 試 合 | 打 席 | 打 数 | 得 点 | 安 打 | 二 塁 打 | 三 塁 打 | 本 塁 打 | 塁 打 | 打 点 | 盗 塁 | 盗 塁 死 | 犠 打 | 犠 飛 | 四 球 | 敬 遠 | 死 球 | 三 振 | 併 殺 打 | 打 率 | 出 塁 率 | 長 打 率 | O P S |
| --------- | --------- | ----- | ----- | ----- | ----- | ----- | -------- | -------- | -------- | ----- | ----- | ----- | -------- | ----- | ----- | ----- | ----- | ----- | ----- | -------- | ----- | -------- | -------- | ----- |
| 2006      | TEX       | 120   | 474   | 423   | 65    | 121   | 27       | 1        | 14       | 192   | 55    | 11    | 4        | 1     | 7     | 40    | 1     | 3     | 64    | 12       | .286  | .347     | .454     | .801  |
| 2007      | TEX       | 130   | 566   | 483   | 96    | 127   | 22       | 2        | 20       | 213   | 61    | 23    | 2        | 8     | 4     | 62    | 2     | 9     | 83    | 14       | .263  | .355     | .441     | .796  |
| 2008      | TEX       | 121   | 583   | 518   | 102   | 165   | 41       | 4        | 18       | 268   | 71    | 26    | 2        | 7     | 7     | 45    | 1     | 6     | 67    | 12       | .319  | .375     | .517     | .892  |
| 2009      | TEX       | 144   | 640   | 566   | 101   | 143   | 32       | 4        | 31       | 276   | 86    | 31    | 5        | 3     | 6     | 59    | 0     | 6     | 77    | 9        | .253  | .327     | .488     | .814  |
| 2010      | TEX       | 103   | 460   | 391   | 73    | 112   | 20       | 1        | 9        | 161   | 45    | 15    | 5        | 2     | 4     | 56    | 2     | 7     | 57    | 11       | .286  | .382     | .412     | .794  |
| 2011      | TEX       | 155   | 723   | 620   | 121   | 158   | 34       | 4        | 32       | 296   | 77    | 30    | 4        | 4     | 2     | 89    | 2     | 8     | 71    | 17       | .255  | .355     | .477     | .832  |
| 2012      | TEX       | 157   | 731   | 655   | 105   | 168   | 42       | 5        | 19       | 277   | 72    | 21    | 9        | 1     | 5     | 60    | 0     | 10    | 90    | 14       | .256  | .326     | .423     | .749  |
| 2013      | TEX       | 136   | 614   | 545   | 85    | 151   | 31       | 2        | 13       | 225   | 72    | 15    | 11       | 3     | 7     | 51    | 0     | 8     | 59    | 5        | .277  | .344     | .413     | .757  |
| 2014      | DET       | 161   | 726   | 684   | 100   | 188   | 40       | 4        | 17       | 287   | 92    | 15    | 4        | 3     | 5     | 29    | 1     | 5     | 79    | 20       | .275  | .307     | .420     | .727  |
| 2015      | DET       | 154   | 675   | 624   | 94    | 185   | 35       | 7        | 11       | 267   | 73    | 10    | 6        | 0     | 5     | 43    | 0     | 3     | 80    | 13       | .296  | .342     | .428     | .770  |
| 2016      | DET       | 153   | 679   | 618   | 117   | 178   | 29       | 4        | 28       | 299   | 83    | 14    | 6        | 0     | 3     | 45    | 0     | 13    | 115   | 5        | .288  | .348     | .484     | .831  |
| 2017      | DET       | 139   | 613   | 551   | 90    | 130   | 25       | 3        | 22       | 227   | 52    | 14    | 5        | 0     | 0     | 55    | 2     | 7     | 86    | 9        | .236  | .313     | .412     | .725  |
| 2018      | LAA       | 91    | 391   | 355   | 49    | 85    | 20       | 0        | 13       | 144   | 32    | 9     | 4        | 0     | 2     | 30    | 0     | 4     | 40    | 10       | .239  | .304     | .406     | .710  |
| 2018      | BOS       | 37    | 143   | 132   | 17    | 32    | 6        | 0        | 1        | 41    | 16    | 7     | 3        | 0     | 1     | 10    | 0     | 0     | 24    | 5        | .242  | .294     | .311     | .604  |
| '18計     | BOS       | 128   | 534   | 487   | 66    | 117   | 26       | 0        | 14       | 185   | 48    | 16    | 7        | 0     | 3     | 40    | 0     | 4     | 64    | 15       | .240  | .301     | .380     | .681  |
| 2019      | SD        | 87    | 281   | 258   | 28    | 56    | 12       | 0        | 9        | 95    | 22    | 2     | 4        | 0     | 1     | 19    | 0     | 3     | 54    | 5        | .217  | .278     | .368     | .646  |
| MLB：14年 | MLB：14年 | 1888  | 8299  | 7423  | 1243  | 1999  | 416      | 41       | 257      | 3268  | 909   | 243   | 74       | 32    | 59    | 693   | 11    | 92    | 1046  | 161      | .269  | .337     | .440     | .777  |

- 各年度の太字はリーグ最高

### WBCでの打撃成績
| 年 度 | 代 表          | 試 合 | 打 席 | 打 数 | 得 点 | 安 打 | 二 塁 打 | 三 塁 打 | 本 塁 打 | 塁 打 | 打 点 | 盗 塁 | 盗 塁 死 | 犠 飛 | 四 球 | 敬 遠 | 死 球 | 三 振 | 併 殺 打 | 打 率 | 出 塁 率 | 長 打 率 |
| ----- | -------------- | ----- | ----- | ----- | ----- | ----- | -------- | -------- | -------- | ----- | ----- | ----- | -------- | ----- | ----- | ----- | ----- | ----- | -------- | ----- | -------- | -------- |
| 2017  | アメリカ合衆国 | 7     | 34    | 30    | 6     | 8     | 1        | 0        | 1        | 12    | 3     | 0     | 0        | 0     | 4     | 0     | 0     | 6     | 0        | .267  | .353     | .400     |

### 年度別守備成績
| 年 度 | 球 団 | 二塁（2B） | 二塁（2B） | 二塁（2B） | 二塁（2B） | 二塁（2B） | 二塁（2B） | 三塁（3B） | 三塁（3B） | 三塁（3B） | 三塁（3B） | 三塁（3B） | 三塁（3B） |
| 年 度 | 球 団 | 試 合      | 刺 殺      | 補 殺      | 失 策      | 併 殺      | 守 備 率   | 試 合      | 刺 殺      | 補 殺      | 失 策      | 併 殺      | 守 備 率   |
| ----- | ----- | ---------- | ---------- | ---------- | ---------- | ---------- | ---------- | ---------- | ---------- | ---------- | ---------- | ---------- | ---------- |
| 2006  | TEX   | 119        | 247        | 393        | 18         | 94         | .973       | -          | -          | -          | -          | -          | -          |
| 2007  | TEX   | 130        | 283        | 436        | 17         | 98         | .977       | -          | -          | -          | -          | -          | -          |
| 2008  | TEX   | 121        | 292        | 390        | 18         | 123        | .974       | -          | -          | -          | -          | -          | -          |
| 2009  | TEX   | 144        | 249        | 451        | 11         | 100        | .985       | -          | -          | -          | -          | -          | -          |
| 2010  | TEX   | 103        | 190        | 278        | 7          | 64         | .985       | -          | -          | -          | -          | -          | -          |
| 2011  | TEX   | 144        | 268        | 398        | 11         | 103        | .984       | -          | -          | -          | -          | -          | -          |
| 2012  | TEX   | 144        | 203        | 386        | 18         | 81         | .970       | 1          | 0          | 0          | 0          | 0          | .---       |
| 2013  | TEX   | 124        | 211        | 371        | 13         | 89         | .978       | -          | -          | -          | -          | -          | -          |
| 2014  | DET   | 160        | 290        | 467        | 9          | 101        | .988       | -          | -          | -          | -          | -          | -          |
| 2015  | DET   | 153        | 289        | 425        | 13         | 109        | .982       | -          | -          | -          | -          | -          | -          |
| 2016  | DET   | 151        | 303        | 432        | 9          | 109        | .988       | -          | -          | -          | -          | -          | -          |
| 2017  | DET   | 135        | 263        | 327        | 10         | 95         | .983       | -          | -          | -          | -          | -          | -          |
| 2018  | LAA   | 91         | 154        | 243        | 7          | 73         | .983       | -          | -          | -          | -          | -          | -          |
| 2018  | BOS   | 37         | 59         | 67         | 2          | 16         | .984       | -          | -          | -          | -          | -          | -          |
| '18計 | BOS   | 128        | 213        | 310        | 9          | 89         | .983       | -          | -          | -          | -          | -          | -          |
| 2019  | SD    | 72         | 96         | 155        | 5          | 36         | .980       | -          | -          | -          | -          | -          | -          |
| MLB   | MLB   | 1828       | 3397       | 5219       | 168        | 1291       | .981       | 1          | 0          | 0          | 0          | 0          | .---       |

- 各年度の太字はリーグ最高
- 各年度の太字年はゴールドグラブ賞受賞

### 表彰
- ゴールドグラブ賞（二塁手部門）：2回（2016年、2018年）
- 優秀守備選手賞（Wilson Defensive Player of the Year Award）：1回（2014年）
- フィールディング・バイブル・アワード：1回（2015年）
- プレイヤー・オブ・ザ・ウィーク：2回（2007年4月9日 - 15日、2009年4月13日 - 19日）

### 記録
- MLBオールスターゲーム選出：4回（2008年、2010年、2012年、2014年）
- サイクル安打：1回（2009年4月15日）
- 30本塁打30盗塁：2回（2009年、2011年）
- 初回先頭打者本塁打：48（歴代4位、2020年シーズン終了時点）[49]

### 背番号
- 5（2006年 - 2013年、2018年7月31日 - 同年終了）
- 3（2014年 - 2018年7月29日、2019年）

### 代表歴
アメリカ合衆国代表
- 2017 ワールド・ベースボール・クラシック・アメリカ合衆国代表

イスラエル代表
- 2020年オリンピックの野球イスラエル代表